# Оссонс
Оссо́нс (фр. Aussonce) — коммуна во Франции, находится в регионе Шампань — Арденны. Департамент коммуны — Арденны. Входит в состав кантона Жюнивиль. Округ коммуны — Ретель.
Код INSEE коммуны — 08032.
Коммуна расположена приблизительно в 155 км к востоку от Парижа, в 45 км севернее Шалон-ан-Шампани, в 55 км к юго-западу от Шарлевиль-Мезьера.

## Население
Население коммуны на 2008 год составляло 173 человека.
| 1962 | 1968 | 1975 | 1982 | 1990 | 1999 | 2008 |
| ---- | ---- | ---- | ---- | ---- | ---- | ---- |
| 181  | 195  | 145  | 136  | 138  | 158  | 173  |

## Администрация
| Период | Период | Фамилия     | Партия | Должность |
| ------ | ------ | ----------- | ------ | --------- |
| 2001   | 2008   | Мишель Пезе |        |           |
| 2008   |        | Жиль Про    |        |           |

## Экономика
В 2007 году среди 108 человек в трудоспособном возрасте (15—64 лет) 90 были экономически активными, 18 — неактивными (показатель активности — 83,3 %, в 1999 году было 80,6 %). Из 90 активных работали 85 человек (47 мужчин и 38 женщин), безработных было 5 (1 мужчина и 4 женщины). Среди 18 неактивных 10 человек были учениками или студентами, 5 — пенсионерами, 3 были неактивными по другим причинам.

## Фотогалерея
- Церковь Сен-Сендюльп
- Карта коммуны